# Катарина Карагеоргиевич
Катарина Карагеоргиевич (серб. Катарина Карађорђевић, урождённая Батис (Batis); род. 13 ноября 1943) — жена наследного принца Югославии Александра Карагеоргиевича; формально носит титул «принцесса Сербии и Югославии».

## Биография

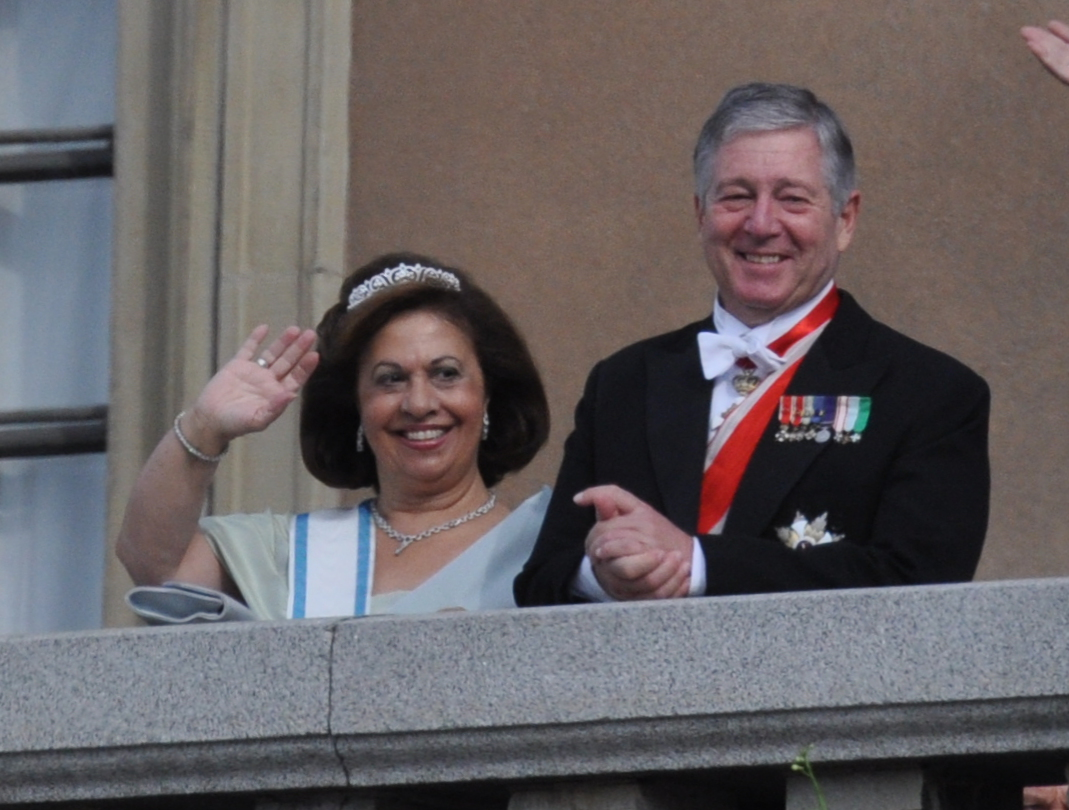
Катарина и Александр Карагеоргиевич на свадьбе Виктории и Даниэля, Швеция

Родилась 13 ноября 1943 года в Афинах, дочь Роберта Батиса (Robert Batis, 1916—2011) и его жены Анны Дости (Anna Dosti, 1922—2010); сестра Бетти Румелиотис (Betty Roumeliotis).
Катарина обучалась в Афинах и Лозанне. Затем изучала бизнес в Денверском университете (штат Колорадо) и в Далласском университете (штат Техас). Несколько лет проработала в бизнесе в Соединённых Штатах.
Катарина Карагеоргиевич говорит на греческом, английском, французском, испанском и сербском языках. Увлекается музыкой, чтением, кулинарией, театром и беговыми лыжами.
Катарина Карагеоргиевич занимается благотворительной деятельностью, особенно после конфликта в бывшей Югославии. Она работает в сфере гуманитарной помощи и является покровителем различных гуманитарных организаций, включая Lifeline Humanitarian Organization, SOS–Appeal for Life и United Orthodox Aid. В 2001 году она основала фонд Fond NJ.K.V. Princeze Katarine Архивная копия от 25 марта 2022 на Wayback Machine в Белграде, чтобы расширить свою благотворительную деятельность.
Только в 1991 году членам династии Карагеоргиевич было разрешено приехать в Югославию. 17 июля 2001 года, после того, как Сербия стала самостоятельной, Катарина вместе с мужем и детьми: Петром, Филиппом и Александром — поселились в Королевском дворце в Белграде. Но наследные принцы предпочитают жить на Западе.

## Браки и дети
25 ноября 1962 года Катарина вышла замуж за Джека Уолтера Эндрюса (Jack Walter Andrews, 1933—2013). В этом браке у неё родилось двое детей: 
- Дэвид
- Элисон.

Она много путешествовала, жила в Австралии и Африке. Развелась с Джеком Эндрюсом 7 декабря 1984 года. 
Со своим вторым мужем кронпринцем Александром Карагеоргиевичем познакомилась  в Вашингтоне, округ Колумбия, в 1984 году. Они поженились в Лондоне 20 сентября 1985 года, а на следующий день венчались в православной церкви St. Sava Serbian в Ноттинг-Хилле. Их шафером был король Константин II, а свидетелем — наследный принц Югославии Томислав Карагеоргиевич.

## Титулы и награды
- С 20 сентября 1985 года носит титул Её Королевское Высочество кронпринцесса Сербии и Югославии.
- В числе её наград — орден Святого Саввы (Большой крест), Константиновский орден Святого Георгия (Большой крест), памятные медали к 50-летию и 70-летию короля Швеции Карла XVI Густава и другие.
- Почётный доктор Шеффилдского университета.
- Орден Звезды Карагеоргия I степени (2024 год, Сербия)[5].